# STICK SHOT

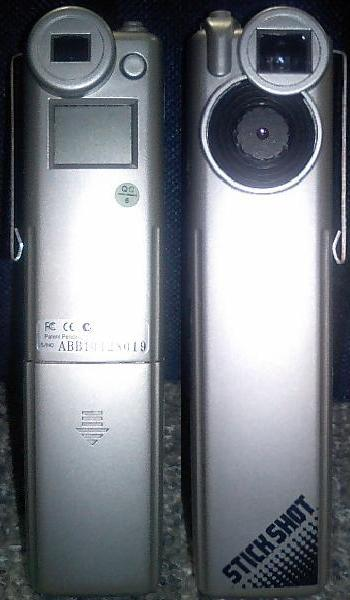
TAKARA STICK SHOT

STICK SHOT（スティックショット）は、タカラが2000年に販売したデジタルカメラ商品およびそのシリーズであり、同社の商標だった。もともと、米オレゴンサイエンティフィック社が開発したデジタルカメラを、タカラが日本国内向けにパッケージし販売した製品である。

## 発売
STICK SHOT は、デジタルカメラが一般に普及しだした2000年に発売されたデジタルカメラの1種である。当時のデジタルカメラの価格は現在のそれと比較して大変に高価で、100万画素クラスでも10万円を超える製品が少なくなかった。そんな中、画質よりも多様性、汎用性を売り物にしたデジタルカメラが発売された。そうしたデジタルカメラには、メーカーの希望小売価格が1万円を下回る製品が多く、気軽に使えることから多くの人の支持を集め「トイデジカメ」と通称された。STICK SHOTも、そんなトイデジカメの1種である。トイ(遊びの意)と称されてはいるものの、デジタルカメラとしての一通りの機能を備えている。またWEBカメラとしても利用できたり、安価なため取扱いに必要以上に神経を使わなくても良い等の手軽さが功を奏してヒット商品となった。

## 特徴
STICK SHOTの特徴は、その特異で小型、軽量な形状に尽きる。背面には液晶パネルも搭載されているが、撮影残数等を表示するためのもので、撮影した画像は見られない。
初期モデルの重量は約39g、電池を入れても60gを下回り、現在、小型・軽量を売り物にしているデジタルカメラでも勝負にならない軽さであった。重量だけを鑑みても対抗商品はauのPashaPaシリーズくらいである。本体は通常のデジタルカメラの様に両手でホールドし撮影する形状ではなく、縦長のスティックタイプであり、片手でホールドし、片手で全ての操作が行える。外観上の設計コンセプトはソニーのDSC-U60に近い。

## 関連製品
基本的にどの製品も内部基板は全てオレゴンサイエンティフィック社のOEM製品である。
STICK SHOT
初代STICK SHOT。10万画素CMOSイメージセンサを搭載し、2MBの内蔵メモリに画像を記録できた。シルバーとホワイトの2色の設定があった。非公式ながらWebカメラとしても使用することもできた。
STICK SHOT MX
2代目となる製品。外装色が一新され、内蔵メモリも8MBとなった。これにより撮影可能枚数が飛躍的に増加したが、CMOSイメージセンサは10万画素のままであった。
Pedica（ペディカ）
Oregon Scientific社が供給し、GRAPEX社が発売したデジタルカメラで、事実上の3代目となる製品。厳密にはSTICK SHOTシリーズではないが、姉妹製品にあたる。輸入代理店は株式会社トーシン。外観等はSTICK SHOTと同一であり、様々な点で性能の向上が図られている。具体的にはCMOSイメージセンサが10万画素から35万画素のVGA対応サイズまで拡張され、処理速度の向上や省電力機能の強化、オートマクロ撮影機能の追加等が行われている。またWebカメラとしても公式に対応した。画質に関しては1万円以下で買える製品中、最上位クラスとされ、基本スペックは最初期のデジタルカメラに匹敵する。
Slim Shot（スリムショット）
Slim Shotは初代STICK SHOTと同時に発売されたデジタルカメラである。両手でホールドし、従来のスタイルで撮影する。外部とのインターフェイスにシリアルケーブルを用いる。液晶は搭載されていない。
Slim Shot II
Slim Shotの後継機種。外観以外にSTICK SHOTとの大きな違いは無いものとなった。
PETIT SHOT（プチショット）
外観は長方形で、その他の仕様はPedicaとほぼ同一であるが、やや重みがある。マクロ専用の撮影モードが搭載されている。

## 主な仕様
|                    | STICK SHOT               | STICK SHOT MX            | Pedica                                          | Slim Shot               | Slim Shot II                         | PETIT SHOT                       |
| ------------------ | ------------------------ | ------------------------ | ----------------------------------------------- | ----------------------- | ------------------------------------ | -------------------------------- |
| 画素               | 10万                     | 10万                     | 35万                                            | 8万                     | 10万                                 | 35万                             |
| 内蔵メモリ         | 2MB SD-RAM               | 8MB SD-RAM               | 8MB SD-RAM                                      | 2MB SD-RAM              | 2MB SD-RAM                           | 8MB SD-RAM                       |
| ホワイトバランス   | デイライト固定           | デイライト固定           | デイライト固定                                  | デイライト固定          | デイライト固定                       | デイライト固定                   |
| 露出制御           | 自動                     | 自動                     | 自動                                            | 自動                    | 自動                                 | 自動                             |
| 外部端子           | USB                      | USB                      | USB                                             | シリアル                | USB                                  | USB                              |
| 最大記録画像サイズ | 352×288(CIF)             | 352×288(CIF)             | 640×480(VGA)                                    | 160×120(QCIF)           | 352×288(CIF)                         | 640×480(VGA)                     |
| 最大撮影枚数       | QCIF 80枚                | QCIF 322枚               | QVGA 107枚                                      | QCIF 15枚               | QCIF 80枚                            | QVGA 107枚                       |
| 動画撮影           | 可                       | 可                       | 可                                              | 可                      | 可                                   | 可                               |
| 撮影距離           | 20cm～∞                  | 20cm～∞                  | 15cm～∞                                         | 20cm～∞                 | 20cm～∞                              | 15cm～∞                          |
| 外径寸法           | 30(W) × 125(H) × 25(D)mm | 30(W) × 125(H) × 24(D)mm | 30(W) × 125(H) × 23.5(D)mm                      | 99(W) × 26(H) × 65(D)mm | 110(W) × 75(H) × 38(D)mm             | 55(W) × 71(H) × 25(D)mm          |
| 電源               | 単4乾電池×2              | 単4乾電池×2              | 単4乾電池×2                                     | 単3乾電池×2             | 単3乾電池×2                          | 単4乾電池×2                      |
| その他機能         | セルフタイマー 省電力    | セルフタイマー 省電力    | PCカメラモード マクロ撮影 セルフタイマー 省電力 | セルフタイマー 省電力   | PCカメラモード セルフタイマー 省電力 | セルフタイマー マクロ撮影 省電力 |